# Perdido (Alabama)
Pour les articles homonymes, voir Perdido.
Perdido est une zone non incorporée du Comté de Baldwin dans l'état d'Alabama. Elle est située le long de la route 61 à 20 km au nord-est de Bay Minette. Son code postal est 36652. Elle possède une école intégrée au Baldwin County Board of Education (en).

## Toponymie
Perdido tient son nom de la rivière Perdido.

## Démographie
| 2010 | - | - | - |
| ---- | - | - | - |
| 221  | - | - | - |

## Dans la culture
Perdido sert de cadre principal à la saga Blackwater, un roman-feuilleton en six tomes écrits par Michael McDowell, en 1983, bien que la petite ville ait une géographie, une population, une histoire et une évolution distincte de la véritable Perdido.